# Chlorospingus flavopectus
La tangarita oftálmica o tangara de monte orejuda (Chlorospingus flavopectus) es una especie de ave de los bosques húmedos de México, América Central y Sudamérica. Tradicionalmente ha sido incluida dentro de la familia Thraupidae, pero hay investigaciones que la relacionan con Emberizidae.
Sus dimensiones varían entre 12 y 14 cm de longitud desde la punta del pico hasta la punta de la cola. No hay dimorfismo sexual evidente. Ambos sexos son de plumaje verde olivo con gris en las partes dorsales, más amarillento en las partes ventrales. En el pecho y parte alta del vientre hay un manchón blancuzco. La cabeza es verde olivo con garganta blanca; hay una mancha blanca en la zona ocular posterior y a menudo otra en la frente. El pico es oscuro y las patas amarillo con gris.
Habita en bosques de montaña húmedos, templados a fríos, desde 1 000 a 3 000 m snm. Se la encuentra en el sotobosque o a alturas medias en el dosel de árboles. Se distribuye desde la Sierra Madre Occidental, en México, hacia el sur. En las sierras de Chiapas y a lo largo de las montañas de Centroamérica. En Sudamérica, se distribuye en los Andes, desde la sierra del Perijá en Colombia y la cordillera de Mérida en Venezuela hasta las Yungas del extremo noroccidental de Argentina.
Se alimenta principalmente de insectos y otros artrópodos, que caza entre el follaje de árboles y arbustos o entre la vegetación epífita. Es también frugívora, incluyendo en su dieta pequeños frutos, principalmente de especies de las familias Melastomaceae y Ericaceae. Suele alimentarse en grupos e incluso formar grupos alimenticios con otras especies. 
Su canto es una serie de notas delgadas, parecido al de un saltamontes. 
La hembra pone dos huevos blancos con manchas pardas entre abril y junio. El nido es un cuenco de fibras vegetales y musgo, y se construye en lo alto de los árboles, oculto entre epífitas y musgo.